# کورس (گلاسترشر)
کورس (به انگلیسی: Corse) یک روستا و محله مدنی در بریتانیا است که در Forest of Dean واقع شده‌است. کورس ۵۷۸ نفر جمعیت دارد.